# Sequim
Sequim (kiejtéseⓘ: skwɪm) az Amerikai Egyesült Államok északnyugati részén, Washington állam Clallam megyéjében elhelyezkedő város. A 2010. évi népszámlálási adatok alapján 6606 lakosa van.
A környék egykor a klallam indiánok területe volt; nyelvükön Sequim nevének jelentése „vadászhely”.
Manuel Quimper és George Vancouver 1790-ben érkezett Dungeness közelébe. A víz menti területek alkalmasak voltak a mezőgazdaságra, azonban a régió többi része sivatagos volt. Sequim 1913. október 31-én kapott városi rangot.
A helyi iskolák fenntartója a Sequimi Tankerület. A város hetilapja a Sequim Gazette. Itt rendezik meg Észak-Amerika legnagyobb levendulafesztiválját, a mezőgazdasági rendezvénysorozat pedig az állam legrégebbi, folyamatosan megtartott eseménye.

## Éghajlat
A város éghajlata mediterrán (a Köppen-skála szerint Csb).
| Hónap                         | Jan.  | Feb.  | Már.  | Ápr. | Máj. | Jún. | Júl. | Aug. | Szep. | Okt. | Nov.  | Dec.  | Év    |
| ----------------------------- | ----- | ----- | ----- | ---- | ---- | ---- | ---- | ---- | ----- | ---- | ----- | ----- | ----- |
| Rekord max. hőmérséklet (°C)  | 20,0  | 17,2  | 22,2  | 23,9 | 30,0 | 32,2 | 34,4 | 32,8 | 27,8  | 22,2 | 21,1  | 17,8  | 34,4  |
| Átlagos max. hőmérséklet (°C) | 8,2   | 9,2   | 11,1  | 13,3 | 16,2 | 18,6 | 21,1 | 21,3 | 18,9  | 14,4 | 10,4  | 7,7   | 14,2  |
| Átlaghőmérséklet (°C)         | 3,9   | 4,4   | 6,1   | 8,0  | 11,1 | 13,6 | 15,5 | 15,6 | 12,9  | 9,1  | 5,8   | 3,6   | 9,2   |
| Átlagos min. hőmérséklet (°C) | −0,3  | −0,4  | 0,9   | 2,7  | 5,9  | 8,6  | 10,1 | 9,7  | 7,0   | 3,7  | 1,2   | −0,6  | 4,1   |
| Rekord min. hőmérséklet (°C)  | −17,8 | −19,4 | −11,1 | −7,2 | −2,2 | 0,6  | 3,9  | 0,6  | −0,6  | −7,2 | −15,6 | −18,3 | −19,4 |
| Átl. csapadékmennyiség (mm)   | 53    | 31    | 33    | 27   | 31   | 25   | 14   | 15   | 20    | 36   | 69    | 54    | 408   |
| Forrás: Weatherbase           |       |       |       |      |      |      |      |      |       |      |       |       |       |

## Népesség
A 2010-es népszámláláskor a városnak 6606 lakója, 3340 háztartása és 1626 családja volt. A népsűrűség 403,5 fő/km2. A lakóegységek száma 3767, sűrűségük 230,1 db/km2. A lakosok 91,3%-a fehér, 0,4%-a afroamerikai, 1,2%-a indián, 1,9%-a ázsiai, 0,1%-a a Csendes-óceáni szigetekről származik, 1,7%-a egyéb, 3,2%-a pedig kettő vagy több etnikumú. A spanyol vagy latino származásúak aránya 4,8% (   )
A háztartások 17,1%-ában élt 18 évnél fiatalabb. 36,5% házas, 9,4% egyedülálló nő, 2,8% egyedülálló férfi, 51,3% pedig nem család. 45,5% egyedül élt; 29,2%-uk 65 éves vagy idősebb. Egy háztartásban átlagosan 1,87 személy élt; a családok átlagmérete 2,57 fő.
A medián életkor 57,9 év volt. A város lakóinak 15,2%-a 18 évesnél fiatalabb, 6,3% 18 és 24 év közötti, 15,9%-uk 25 és 44 év közötti, 22,1%-uk 45 és 64 év közötti, 40,4%-uk pedig 65 éves vagy idősebb. A lakosok 44,4%-a férfi, 55,6%-a pedig nő.

## QAnon
2020 augusztusában William Armacost, a város polgármestere a QAnon-mozgalom iránti támogatását fejezte ki. Szerinte a „QAnon az igazság mozgalma, amely a gondolkodásra ösztönöz. Ha az egyenletből elveszed a Q-t, akkor az emberiségért, igazságért, szabadságért, valamint a gyerekeket és másokat az emberkereskedők elől megmentő pacifistákat kapsz a világ minden tájáról”. Armacost többször is QAnon-párti szlogeneket tett közzé a Facebookon, a képviselő-testületi üléseken pedig a mozgalom szimbólumait ábrázoló kitűzőket viselt, melyekről azt állította, hogy azokkal rendfenntartók melletti támogatását fejezi ki. A polgármester állítása szerint nyilvánosan soha nem jelentette ki, hogy támogatja a mozgalmat. Armacost nézetei az egész országban felkeltették a média figyelmét, civilek egy csoportja szerint pedig a polgármester nézetei ezek negatívan hathatnak a turizmusra.

## Nevezetes személyek és csoportok
- Andrew Nisbet Jr., politikus és katonatiszt[23]
- Bailey Bryan, countryzenész[24]
- Donald M. Kendall, a Pepsi korábbi vezérigazgatója, politikai tanácsadó[25]
- Dorothy Eck, politikus[26]
- Emblem3, rap rock együttes[27]
- Hal Keller, baseballozó[28]
- James Henry McCourt, politikus[29]
- Jesse Marunde, erőemelő[30]
- Joe Rantz, evezős[31]
- Matthew Dryke, olimpikon céllövő[32]
- Mária-Krisztina, belga királyi hercegnő[33][34][35]
- Pauline Moore, színész[36]
- Richard B. Anderson, a Medal of Honorral posztumusz kitüntetett második világháborús katona[37]
- Robbie Knievel, kaszkadőr[38]

## Testvérváros
- Siszó, Japán[39]

## Fordítás
- Ez a szócikk részben vagy egészben  a   Sequim, Washington című angol Wikipédia-szócikk ezen változatának fordításán alapul.  Az eredeti cikk szerkesztőit annak laptörténete sorolja fel. Ez a jelzés csupán a megfogalmazás eredetét és a szerzői jogokat jelzi, nem szolgál a cikkben szereplő információk forrásmegjelöléseként.